# 坡礁燈塔 (密歇根州)
坡礁燈塔（英文:Poe Reef Lighthouse）是一座燈塔，位於休倫湖西北端與密西根湖交界處，介於布瓦布蘭克島和密西根下半島之間，位於美國密西根州希博伊根以東約6英里（9.7公里）處。
建造坡礁燈塔主要是因為坡礁造成了許多航運問題。向西駛往密歇根湖的船隻通常使用大約三海裡寬的南航道，但波礁位於航道中部，且距水面下僅8英尺（2.5公尺），經常導致船隻觸礁。

## 歷史
曾經有許多在這裡放置燈船的嘗試，但由於其施行困難，直到1893年開始才有四艘不同的燈船：62、59、96和99號燈船在坡礁照明，持續到1929年燈塔建成。
坡礁燈塔是密歇根水域14座珊瑚礁燈塔複合體的一部分，旨在幫助船隻在五大湖的淺灘和珊瑚礁中航行。從1870年到1910年，工程師們開始於存在重大航行危險的孤立島嶼、珊瑚礁和淺灘上建造燈塔。但在那之前，燈船是標記危險的唯一實際方法，這對駕駛它們的水手來說是危險的，而且難以維護。更糟糕的是，無論使用哪種類型的錨，燈船都有可能在暴風雨中被吹離其預期位置，這使得它們成為惡劣的天氣中潛在的危險因子，因為船長將依賴這些燈的位置來測量他們自己的船與礁岩的距離。
1926年，美國燈塔管理局決定在這裡建造一座固定燈塔。1929年，坡礁燈塔完工。
坡礁燈塔與馬丁礁燈塔共享設計，由同一組工程團隊於1927年建造。燈塔最初被漆成白色，然而，這有時會使水手們感到困惑，因為他們的顏色與塔體結構太過相近。因此，管理局決定將坡礁燈塔畫成對比鮮明的黑白分層。
坡礁是象徵著通過麥基諾水道的兩個地標之一，另一個主要的地標是十四尺淺灘燈塔。坡礁燈塔位於麥基諾水道南航道的北側，而十四尺淺灘燈塔則位於南航道的南側。大多數帆船都使用了布瓦布蘭克島北側的航道，但汽船交通的增長增加了南航道的使用。
坡礁燈塔的設計使現場工作人員也可以遠程操作十四尺淺灘燈塔。之後，兩座燈塔都實現了全自動，但坡礁燈塔的霧號器仍在使用中。
2005年，坡礁燈塔被列入國家史蹟名錄。
礁石和燈塔以燈塔設計師奧蘭多·梅特卡夫·坡的名字命名。擔任第十一燈塔區工程師的十年期間，他設計了八座燈塔。

## 圖庫

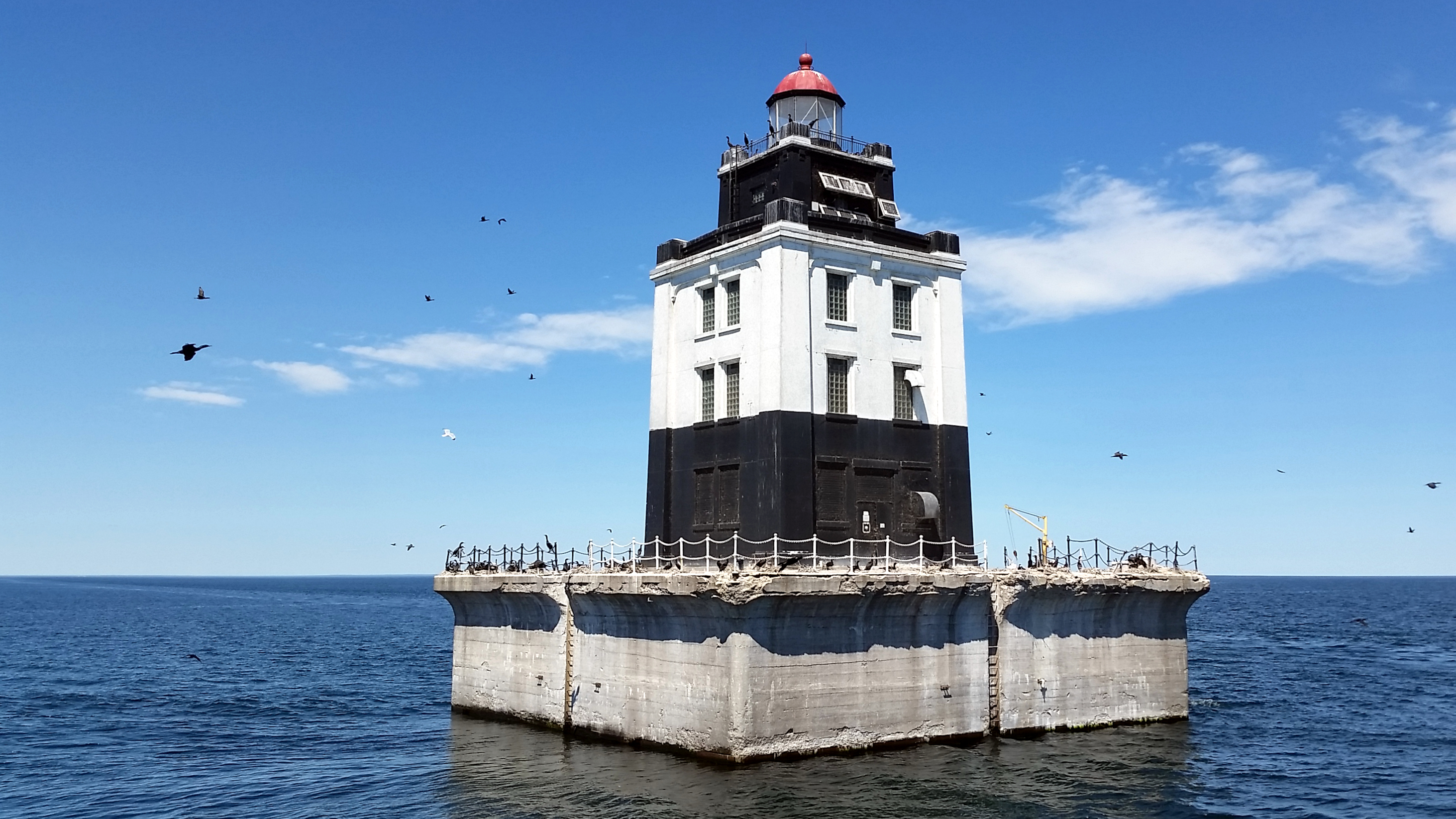
燈塔的近照
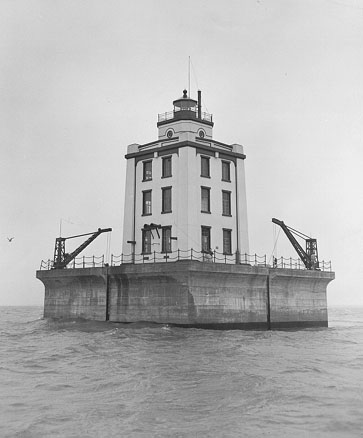
馬丁礁燈塔，玻礁燈塔的姊妹作

## 外部連結
- Lighthouses in the Mackinac Straits.
- Photograph at Lighthouses.com. （页面存档备份，存于）
- Poe Reef Light at U.S. Lighthouses.com. （页面存档备份，存于）
- Terry Pepper, Seeing the Light, Poe Reef Light. （页面存档备份，存于）